# Carlo Toniatti
Carlo Roberto Antonio Toniatti (ur. 11 stycznia 1892 w Zadarze, zm. w 1968) – włoski wioślarz, brązowy medalista olimpijski.
Wystąpił na igrzyskach olimpijskich w Paryżu w 1924, gdzie reprezentanci Włoch w składzie: Ante Katalinić, Frano Katalinić, Šimun Katalinić, Giuseppe Crivelli, Latino Galasso, Petar Ivanov, Bruno Sorić, Carlo Toniatti i Viktor Ljubić (sternik) zdobyli brązowy medal w ósemkach. W finale wyprzedziły ich jedynie osady Stanów Zjednoczonych i Kanady. Był to jego jedyny start olimpijski.
W tej samej konkurencji zdobył także złoty medal na mistrzostwach Europy w Como (1923) i srebrny na rozgrywanych rok wcześniej mistrzostwach Europy w Barcelonie.